# Ле-Пьё
Ле-Пьё (фр. Les Pieux) — коммуна на северо-западе Франции, находится в регионе Нормандия, департамент Манш, округ Шербур, центр одноименного кантона. Расположена в 21 км к юго-западу от Шербур-ан-Котантена, на западном побережье полуострова Котантен.
Население (2018) — 3 222 человека.

## Достопримечательности
- Церковь Нотр-Дам XIII-XVII веков

## Экономика
Экономику поселка определяет расположенная поблизости атомная станция Фламанель.
Структура занятости населения:
- сельское хозяйство — 1,8 %
- промышленность — 20,2 %
- строительство — 4,3 %
- торговля, транспорт и сфера услуг — 37,7 %
- государственные и муниципальные службы — 35,9 %

Уровень безработицы (2018) — 9,5 % (Франция в целом —  13,4 %, департамент Манш — 10,4 %). 

Среднегодовой доход на 1 человека, евро (2018) — 23 680 (Франция в целом — 21 730, департамент Манш — 20 980).

## Демография
Динамика численности населения, чел.

## Администрация
Пост мэра Ле-Пьё с 2020 года занимает Катрин Бьель (Catherine Bihel). На муниципальных выборах 2020 года возглавляемый ею список победил в 1-м туре, получив 64,54 % голосов.
| Период | Период | Фамилия         | Партия        | Примечания                |
| ------ | ------ | --------------- | ------------- | ------------------------- |
| 1989   | 1995   | Морис Дюваль    |               | учитель английского языка |
| 1995   | 2001   | Жан Лекуте      | Разные правые | фотограф                  |
| 2001   | 2014   | Брюно Коттебрюн | Разные левые  | агент компании EDF        |
| 2014   | 2020   | Жак Лепети      | Разные правые | пенсионер                 |
| 2020   |        | Катрин Бьель    |               | директор магазина         |